# Lipid
V biologiji in biokemiji lipidi predstavljajo velike biomolekule, topne v nepolarnih (organskih) topilih. Med glavne funkcije lipidov spadajo shranjevanje energije, celično ter tkivno signaliziranje in gradnja celičnih membran. Lipidi so uporabni denimo v kozmetični in prehrambni industriji, koristijo pa jih tudi v nanotehnologiji.
Nekateri strokovnjaki lipide označujejo za hidrofobne ali amfifilne majhne molekule, katerih amfifilna (amfipatična) narava jim v vodnem okolju omogoča tvorbo struktur, kot so denimo vezikli, eno- ali večslojni liposomi in membrane. Biološke lipide gradita dve glavni biokemijski podenoti: ketoacilna in izoprenska skupina. V skladu s tem kriterijem se lahko lipide razdeli na osem kategorij: maščobne kisline, glicerolipide, glicerofosfolipide, sfingolipide, saharolipide, poliketide, sterolne lipide in prenolne lipide.
Pogosto se kot sopomenka za lipide uporablja tudi izraz maščobe, četudi so slednje podskupina lipidov, imenovanih triacilgliceroli (trigliceridi). Lipidi zajemajo tudi molekule, kot so denimo maščobne kisline in njihovi derivati (tri-, di- ali monogliceridi ter fosfolipidi), sem pa hkrati spadajo razni presnovki, ki vsebujejo sterole (na primer holesterol). Četudi ljudje in drugi sesalci uporabljajo kopico presnovnih poti za razgradnjo in izgradnjo lipidov, je nekaj lipidov esencialnih ter jih organizem ne more sintetizirati in so zato obvezna sestavina prehrane.

## Zgodovina
Leta 1815 je francoski kemik Henri Braconnot lipide (graisses) razdelil na dve kategoriji, in sicer na suif (trdne masti ali loj) in huiles (tekoča olja). V letu 1823 je Michel Eugène Chevreul razvil nekoliko podrobnejšo klasifikacijo, po kateri so med lipide spadali olja, masti, loj, voski, smole, balzami in eterična olja. Prvi sintetični triacilglicerol je leta 1844 ustvaril Théophile-Jules Pelouze; med seboj je ob prisotnosti koncentrirane žveplove kisline zmešal butanojsko kislino in glicerin (glicerol), nakar je nastal tributirin. Nekaj let kasneje je Marcellin Berthelot sintetiziral tristearin in tripalmitin, tako da so med seboj pri visoki temperaturi reagirali maščobne kisline in glicerol, prisoten pa je bil tudi plinasti vodikov klorid.
V letu 1827 je angleški kemik William Prout maščobe skupaj z beljakovinami in ogljikohidrati označil za pomembna hranila človeka in drugih živali. Skoraj stoletje so kemiki kot maščobe dojemali le enostavne lipide, sestavljene iz maščobnih kislin in glicerola, kasneje pa so začeli odkrivati nove oblike lipidov. Theodore Gobley je leta 1847 v sesalčjih možganih in kokošjih jajcih odkril fosfolipide, ki jih je poimenoval lecitini. V človeških možganih je Thudichum dokazal nekaj fosfolipidov (cefalin), glikolipidov (cerebrozid) in sfingolipidov (sfingomielin).
Izraze lipoid, lipin in lipid so razni avtorji uporabljali za različne pomene. V letu 1912 sta Rosenbloom in Gies predlagala, da naj bi se lipoidi imenovali lipini. 1920 je Bloor predstavil novo klasifikacijo lipoidov, ki jih je delil na enostavne lipoide (masti in voski), sestavljene lipoide (fosfolipidi in glikolipidi) in derivate lipoidov (maščobne kisline, alkoholi ter steroli). Besedo lipid, ki izvira iz grške λίπος, lipos 'maščoba', je leta 1923 vpeljal francoski farmakolog Gabriel Bertrand. Bertrand je med lipide poleg tradicionalnih maščob (gliceridov) vključil tudi lipoide z bolj kompleksno zgradbo.

## Tipi
Konzorcij Lipid MAPS je lipide razdelil na osem glavnih tipov:

### Maščobne kisline
Maščobne kisline, ki so bodisi proste bodisi vezane v lipide, so raznolika skupina molekul, ki nastajajo v procesu, imenovanem sinteza maščobnih kislin, kjer se podaljšuje veriga acetila-CoA s skupinami malonil-CoA in metilmalonil-CoA. Maščobne kisline sestavlja veriga vodikovih in ogljikovih atomov, ki se zaključi s karboksilno funkcionalno skupino. Tovrstna zgradba daje sami molekuli polaren (in hidrofilen) konec ter nepolaren (in hidrofoben konec), ki je netopen v vodi. Struktura maščobnih kislin je v svetu lipidov zelo razširjena in se pogosto uporablja za sintezo bolj zahtevno grajenih lipidov. Ogljikova veriga, ki je navadno dolga od 4 do 24 ogljikov, je lahko nasičena ali nenasičena, nanjo pa so občasno pripete funkcionalne skupine, ki vsebujejo kisik, halogene, dušik in žveplo.
Kadar maščobna kislina vsebuje tudi dvojno vez, je ta lahko v cis ali trans obliki (geometrijska izomerija). Cis-dvojne vezi povzročijo prelom verige ogljikovih atomov. Velika večina maščobnih kislin, ki se pojavljajo v naravi, je v cis konfiguraciji, trans oblika pa je značilna za redke naravne delno hidrogenirane maščobe in olja.

Med biološko pomembne maščobne kisline spadajo eikozanoidi, ki izvirajo predvsem iz arahidonske in eikozapentaenojske kisline, mednje pa sodijo prostaglandini, levkotrienini in tromboksani. Dokozaheksaenojska kislina igra ključno vlogo pri vidu. Drugi bolje poznani lipidi, ki se jih uvršča v kategorijo maščobnih kislin, so maščobni estri in maščobni amidi. Med maščobne estre spadajo pomembni biokemijski intermediati, kot so voskasti estri in karnitini maščobnih kislin. Primer maščobnih amidov je N-acil etanolamin, kot je denimo kanabinoidni živčni prenašalec anandamid.

### Glicerolipidi
Glicerolipidi so mono-, di- ali tri-substituirani gliceroli. Najbolje poznani so triestri maščobnih kislin in glicerola, triacilgliceroli ali trigliceridi. V teh spojinah so vse tri hidroksilne skupine glicerola zaestrene z (ponavadi različnimi) maščobnimi kislinami. So precej pogosti v živalskih tkivih, kjer služijo kot založne maščobe. Hidrolitski razpad estrskih vezi trigliceridov in sprostitev glicerola ter maščobnih kislin iz adipoznega tkiva sta prva koraka presnavljanja maščob.
Še ena skupina glicerolipidov so glikozilgliceroli, ki jih prepoznamo po enem ali več sladkornih ostankih, z glikozidno vezjo vezanih na glicerol. Primera glikozilglicerolov sta digalaktozildiacilglicerol, ki se nahaja v membranah rastlinskih celic, in seminolipid iz sesalčjih semenčic.

### Glicerofosfolipidi
Glicerofosfolipidi, pogosto imenovani kar fosfolipidi (četudi med slednje spadajo tudi sfingomielini), so v živem svetu zelo razširjeni in predstavljajo ključno sestavino lipidnega dvosloja celičnih membran, pomembni pa so tudi kot členi presnove in celičnega signaliziranja. Živčna tkiva (vključujoč možgane) vsebujejo večje količine glicerofosfolidov, nepravilnosti v njihovi strukturi pa so bile povezane s številnimi nevrološkimi bolezenskimi stanji.

Med glicerofosfolipide, ki jih najdemo v bioloških membranah, spadajo fosfatidilholin (tudi lecitin), fosfatidiletanolamin in fosfatidilserin. Poleg gradnikov celičnih membran so nekateri glicerofosfolipidi evkariontskih celic, na primer fosfatidilinozitol in fosfatidna kislina, sekundarni prenašalci ali služijo kot prekurzorji za njihovo izgradnjo.

### Sfingolipidi
Sfingolipidi so družina spojin, ki jim je skupna osnova iz sfingoidne baze (ta nastane de novo iz aminokisline serina in dolgoverižnega acil CoA, ter se nato pretvori v ceramide, fosfosfingolipide, glikosfingolipide ali druge snovi). Najpogostejši sesalčji sfingoidni bazi pravimo sfingozin. Glavni fosfosfingolipidi sesalcev so sfingomielini (ceramidni fosfoholini), medtem ko pri žuželkah prevladujejo ceramidni fosfoetanolamini ter pri glivah fitoceramidni fosfoinozitoli.

### Steroli
Steroli, kot je denimo holesterol (in njegovi derivati), so pomembne sestavine membranskih lipidov, glicerofosfolipidov in sfingomielinov. Med sterole sodijo tudi žolčne kisline in njihovi konjugati, ki pri sesalcih nastajajo z oksidacijo holesterola v jetrih. Rastlinski ekvivalenti živalskega holesterola so fitosteroli, medtem ko v glivnih celicah prevladuje sterol ergosterol.

Steroli so steroidi, ki imajo en vodikov atom zamenjan s hidroksilno skupino (-OH). Tako kot ostali steroidi imajo tudi steroli osnovno zgradbo iz štirih povezanih obročev. Steroidi imajo številne biološke vloge, med drugim tudi kot hormoni in signalizacijske molekule. Steroidi z osemnajstimi ogljiki so estrogeni, en ogljik več imajo androgeni (na primer testosteron in androsteron), enaindvajset ogljikov pa sestavlja progestogene in glukokortikoide ter mineralokortikoide nadledvične žleze.

### Prenoli
Prenoli so tip lipidov, ki nastanejo s sintezo iz petogljičnih prekurzorjev (izopentenila difosfata in dimetilalila difosfata) v presnovni poti mevalonske kisline. Enostavni izoprenoidi (linearni alkoholi, difosfati ipd.) se sintetizirajo z zaporednim dodajanjem enot C5, klasificira pa se jih na podlagi števila teh terpenskih enot. Strukture, ki jih sestavlja več kot 40 ogljikov, so znane kot politerpeni. Karotenoidi so pomembni enostavni izoprenoidi, ki delujejo kot antioksidanti in prekurzorji vitamina A. Še en biološko pomemben tip molekul so kinoni in hidrokinoni, ki vsebujejo izoprenoidni rep, vezan na kinonoidni osrednji del neizoprenoidnega izvora. Vitamin E in vitamin K, pa tudi ubikinoni, so predstavniki tega razreda. Prokarionti so zmožni sinteze poliprenolov (v tem primeru imenovanih baktoprenoli), v katerih terminalna (končna) izoprenoidna enota, vezana na kisik, ostaja nenasičena, medtem ko je pri živalskih poliprenolih (doliholih) terminalni izoprenoid reduciran.

### Saharolipidi
Saharolipidi so kategorija lipidov, pri katerih so maščobne kisline vezane na ogrodje iz ogljikovih hidratov, nakar nastajajo strukture, zmožne povezav z lipidnim dvoslojem. Glavna razlika med saharolipidi in glicerolipidi (ter gliceroposfolipidi) je v osrednjem delu, ki je pri prvih monosaharid, pri drugih pa glicerol. Saharolipidi se pogosto pojavljajo kot komponente lipopolisaharidov v gramnegativnih bakterijah.

### Poliketidi
Poliketidi nastajajo s polimerizacijo acetilnih in propionilnih podenot. Med tovrstne lipide spadajo mnogi sekundarni presnovki in naravni produkti rastlinskega, živalskega, bakterijskega ali glivnega porekla. Razni poliketidi so ciklične molekule, ki so pogosto preoblikovane v procesih glikozilacije, metilacije, hidroksilacije in oksidacije. Številni pogosto uporabljeni antimikrobni in antiparazitski pripravki vsebujejo poliketide ali njihove derivate (na primer eritromicin, tetraciklin, epotilon in avermektin).

## Biološke funkcije

### Membrane
Za evkariontske celice so značilni številni z membranami omejeni predeli citoplazme (organeli), ki opravljajo različne biološke funkcije. Glicerofosfolipidi so glavni gradniki bioloških membran (tako celične membrane ali plazmaleme kot tudi znotrajceličnih membran, ki omejujejo membranske organele). V živalskih celicah celična membrana predstavlja mejo med znotrajceličnim in zunajceličnim okoljem. Glicerofosfolipidi so amfipatične molekule (imajo tako hidrofobni kot tudi hidrofilni predel) z osnovnim ogrodjem iz glicerola, na katerega so z estrskimi vezmi vezane maščobne kisline (rep) in fosfat (glava). Poleg glicerofosfolipidov, glavnih komponent bioloških membran, se v membranah pojavljajo tudi drugi (negliceridni) lipidi, kot so steroli (v živalskih membranah predvsem holesterol) in sfingomielin.
Biološka membrana je navadno v obliki lipidnega dvosloja, čigar zgradbo razlaga model tekočega mozaika. Nastajanje lipidnega dvosloja je energijsko ugoden proces, ki se odvije, ko so glicerofosfolipidi v vodnem okolju. Tovrstnemu pojavu pravimo hidrofobni efekt. V vodnem okolju se glicerofosfolipidi orientirajo tako, da se polarne glave obrnejo v smeri polarnega (vodnega) okolja, medtem ko hidrofobni repi poskušajo čim bolj zmanjšati stik z vodo in se zato zbirajo skupaj. Na tak način lahko iz različnih koncentracij lipidov nastajajo miceli, liposomi ali lipidni dvosloji. Lipidi in njihova agregacija v membrane naj bi imela ključno vlogo v pracelicah, kjer naj bi sodelovala v zgodnjih procesih abiogeneze, nastanka prvega življenja.

### Energijska zaloga
Triacilgliceroli (trigliceridi), shranjeni v maščevju, predstavljajo glavno energijsko zalogo živali. Glavni vir energije so tudi zaradi tega, ker so ogljikohidrati popolnoma reducirane molekule. Vsi ogljikovi atomi trigliceridov so vezani na vodikove, kar pa ne velja za ogljikove hidrate. Adipociti ali maščobne celice so celični tip, v katerem neprestano poteka sinteza in razgradnja triacilglicerolov, same procese nadzoruje predvsem na hormone občutljivi encim lipaza. Popolna oksidacija maščobnih kislin ima velik kalorični izkupiček (približno 38 kJ/g oziroma 9 kcal/g v primerjavi s 17kJ/g ali 4 kcal/g pri beljakovinah in ogljikohidratih). Ptice selivke, ki morajo v obdobju selitve preleteti velike razdalje brez prehranjevanja, uporabljajo skladiščene trigliceride kot primarni energijski vir.

### Signalizacija
Pokazano je bilo, da v procesih celičnega signaliziranja (komuniciranja) sodelujejo tudi lipidne molekule. Lipidna signalizacija sodeluje s proteini G ali jedrnimi receptorji; signalne lipidne molekule pa so lahko pripadniki različnih zgoraj opisanih lipidnih tipov. Takšen primer je sfingozin-1-fosfat, sfingolipid, ki izvira iz ceramida, in sodeluje v nadzoru prenašanja kalcija, celične rasti ter apoptoze. Diacilglicerol (DAG) in fosfatidilinozitol fosfat sta vključena v s kalcijem pogojeno aktivacijo protein kinaze C. Prostaglandini, eikozanoidni derivati maščobnih kislin, sodelujejo pri imunskih in vnetnih procesih, medtem ko so steroidni hormoni (estrogen, testosteron in kortizol) regulatorji razmnoževanja, presnove in krvnega pritiska. Za fosfatidilserin je znano, da se vključuje v signalizacijo fagocitoze apoptotskih celic ali celičnih delcev.

### Druge funkcije
V maščobah topni vitamini (D, E, K in A), ki so lipidi na osnovi izoprena, so esencialna hranila, ki se shranjujejo v tkivih jeter in maščobnih tkiv, opravljajo pa širok spekter funkcij. Acil-karnitini sodelujejo v prenašanju in presnovi maščobnih kislin iz in v mitohondrij, kjer se te nato presnovijo v procesih beta oksidacije. Tudi poliprenoli in njihovi fosforilirani derivati igrajo pomembno transportno vlogo (preko membran namreč prenašajo oligosaharide). Poliprenol fosfatni (in difosfatni) ogljikohidrati sodelujejo v ekstracitoplazemskih glikozilacijskih reakcijah, zunajcelični biosintezi polisaharidov (na primer polimerizaciji peptidoglikana pri bakterijah) in N-glikozilaciji evkariontskih beljakovin. Kardiolipini so podrazred glicerosfosfolipidov, ki sestojijo iz šestih acilnih verig in treh glicerolnih skupin, v večjih koncentracijah pa se pojavljajo v notranji mitohondrijski membrani. Domneva se, da naj bi bili odgovorni za aktivacijo encimov, vezanih v procese oksidativne fosforilacije. Lipidi so tudi osnova za sintezo steroidnih hormonov.

## Presnova

### Biosinteza (anabolne reakcije)
Pri živalih se odvečni ogljikohidrati, pridobljeni s prehrano, pretvarjajo v trigliceride. V takšnih primerih prihaja do lipogeneze, sinteze maščobnih kislin iz acetil-CoA in esterifikacije maščobnih kislin, nakar nastajajo triacilgliceroli (trigliceridi). Sintezo maščobnih kislin omogočajo sintaze maščobnih kislin, ki povzročajo polimerizacijo in sledečo redukcijo enot acetil-CoA. Acilne skupine maščobnih kislin se podaljšujejo v ciklu reakcij, pri katerih se dodajajo acetilne skupine, prihaja do redukcije v alkohol, dehidracije do alkenske skupine in vnovične redukcije do alkanske skupine. Pri živalih in glivah opisane reakcije izvajajo multifunkcionalne beljakovine, medtem ko isto stvar pri rastlinskih plastidih in bakterijah opravljajo številni ločeni encimi. Sinteza nenasičenih maščobnih kislin vključuje desaturacijske reakcije, kjer nekateri ogljikovi atomi acilnih verig dobijo dvojne vezi. Sinteza triacilglicerolov poteka v endoplazemskem retiklu.
Terpeni in izoprenoidi, vključujoč karotenoide, nastajajo z modifikacijami izoprenskih enot, ki izvirajo iz reaktivnih prekurzorjev izopentenil pirofosfata in dimetilalil pirofosfata. Ti prekurzorji se lahko sintetizirajo na različne načine. Pri živalih in arhejah so rezultat mevalonatske presnovne poti (iz začetnega acetil-CoA), medtem ko rastlinske in bakterijske celice kot substrat uporabijo piruvat in gliceraldehid-3-fosfat. Še ena pomembna reakcija, ki porablja te aktivirane izoprenske donorje, je biosinteza steroidov. Tukaj se vežejo izoprenske enote, ki tvorijo skvalen, nato se preoblikujejo v set obročev, da izoblikujejo lanosterol. Slednjega zmorejo celice pretvarjati v druge steroide (na primer holesterol in ergosterol).

### Razgradnja (katabolne reakcije)
Beta oksidacija ali oksidacija beta je katabolna presnovna pot, v kateri se v mitohondrijih ali peroksisomih razgrajujejo maščobne kisline, nakar nastaja acetil-CoA. Po zaporednih reakcijah (dehidrogenacije, hidracije, oksidacije itd.) se nastali acetil-CoA pretvori v molekule adenozina trifosfata (ATP), ogljikov dioksid in vodo (potečeta tudi Krebsov cikel in elektronska prenašalna veriga).

## Prehrana in zdravje
Večina maščob, ki jih vsebuje človeška prehrana, je v obliki triacilglicerolov, holesterola in fosfolipidov. Vsaj nekaj prehranske maščobe je nujno potrebne za pospešitev absorpcije v maščobah topnih vitaminov (D, E, K, A) in karotenoidov. Ljudje in drugi sesalci v prehrani potrebujejo tudi določene esencialne maščobne kisline, kot sta denimo linolenska kislina (omega-6-maščobna kislina) in alfa-linolenska kislina (omega-3-maščobna kislina), ki jih ni mogoče sintetizirati iz enostavnih prekurzorjev. Obe omenjeni maščobni kislini sta osemnajstogljični polinenasičeni (večnenasičeni) maščobni kislini, ki se razlikujeta v številu in položaju dvojnih vezi. Večina rastlinskih olj je bogata z linolensko kislino (na primer sončnično in koruzno olje). Alfa-linolensko kislino je mogoče najti v zelenih rastlinskih listih, nekaterih semenih, oreščkih in stročnicah. Ribja olja so še posebej bogata z dolgoverižnimi omega-3-maščobnimi kislinami, kot sta eikozapentaenojska kislina (EPA) in dokozaheksaenojska kislina. Veliko študij je pokazalo, da naj bi uživanje omega-3-maščobnih kislin pripomoglo k številnim pozitivnim učinkom na zdravje (povezanimi z razvojem dojenčkov, rakom, srčnožilnimi boleznimi in raznimi duševnimi boleznimi).
Nasprotno so študije jasne, da je uživanje transmaščob (prisotnih denimo v delno hidrogeniranih rastlinskih oljih), povezano z zvišanimi možnostmi za razvoj srčnožilnih bolezni. Dobre (zdrave) maščobe je mogoče z nepravilnimi metodami kuhanja spremeniti v transmaščobe.
Delež študij je predlagal, da naj bi bil vnos maščob povezan z zvišanimi možnostmi za razvoj debelosti in sladkorne bolezni (diabetesa), medtem ko je večje število raziskav to ovrglo. Nobena od teh študij ni pokazala povezave med odstotkom kalorij maščob in tveganjem za razvoj raka, srčnožilnih bolezni ter pridobivanjem telesne teže.